# Tipperary Nord
Tipperary Nord (irlandès Tiobraid Árann Thuaidh ) és un comtat de la República d'Irlanda. És part de la Regió Centre-Oest i situat a la província de Munster. Es compon de 48% de la superfície del comtat de Tipperary. El 2011, la població del comtat era de 70.322 habitants.

## Geografia i subdivisions polítiques

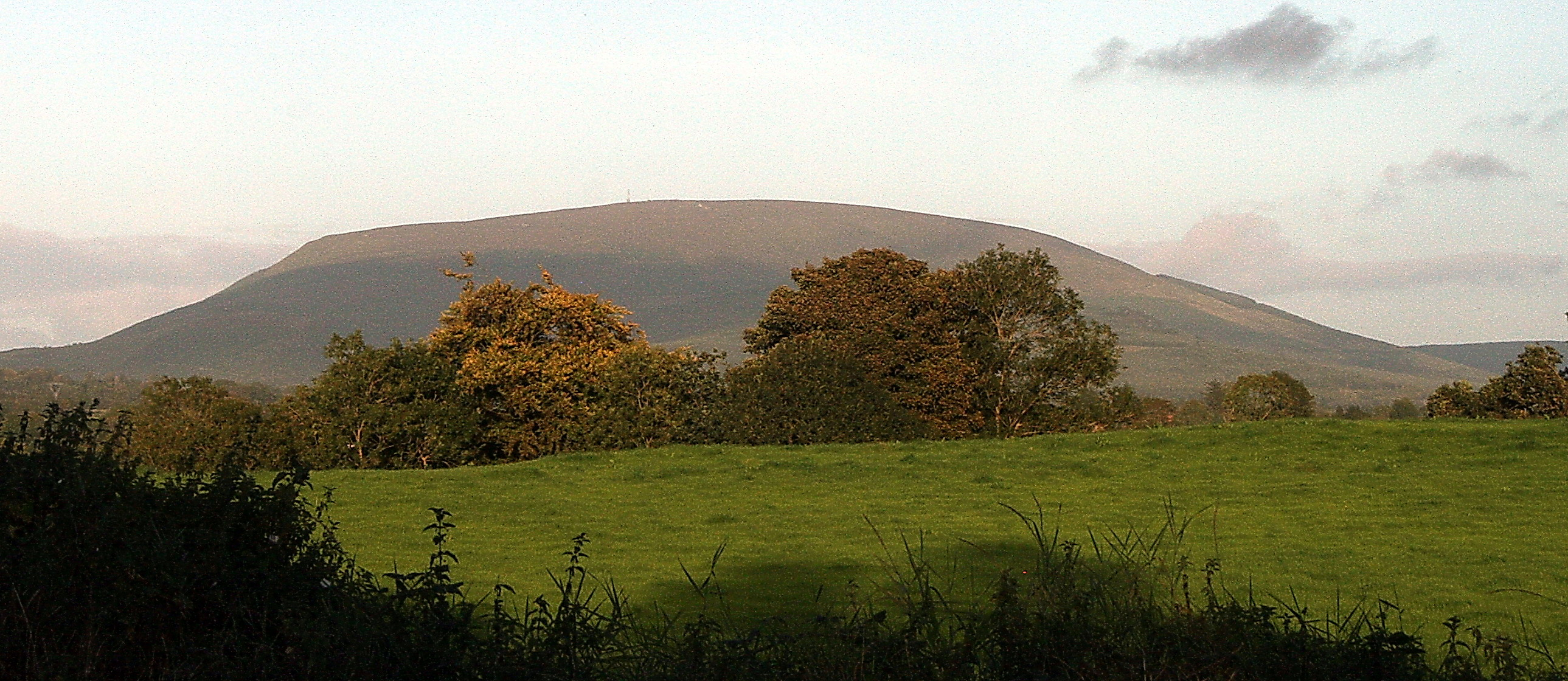
Keeper Hill

La regió forma part de la planada central d'Irlanda, però el terreny és diversificat i conté les muntanyes Arra Hills, Silvermine Mountains i Devil's Bit. El comtat és litoral. La part meridional està regada pel riu Suir i la nord pels afluents del riu Shannon que s'eixampla a Lough Derg. El centre és conegut com a Golden Vale, un tram de terra ric en pastures en el cabal del Suir que s'estén pels comtats de Limerick i Cork. Els principals centres de població són Nenagh (capital), Borrisoleigh, Templemore, Thurles i Roscrea.

### Baronies
Hi ha sis baronies històriques a Tipperary Nord: Eliogarty, Ikerrin, Ormond Upper, Ormond Lower, Owney and Arra i Kilnamanagh Upper.

### Parròquies civils i viles
Les parròquies civils irlandeses foren foren delineades després del Down Survey com una subdivisió intermèdia, amb múltiples viles per parròquia i múltiples parròquies per baronia. La parròquia civil ha tingut algun ús en impostos locals i fou inclosa en els mapes del segle xix de l'Ordnance Survey of Ireland. Per a les lleis dels pobres les parròquies civils foren substituïdes per les divisions electorals de districte a mitjans del segle xix. Hi ha 86 parròquies civils al comtat.

## Política i govern local

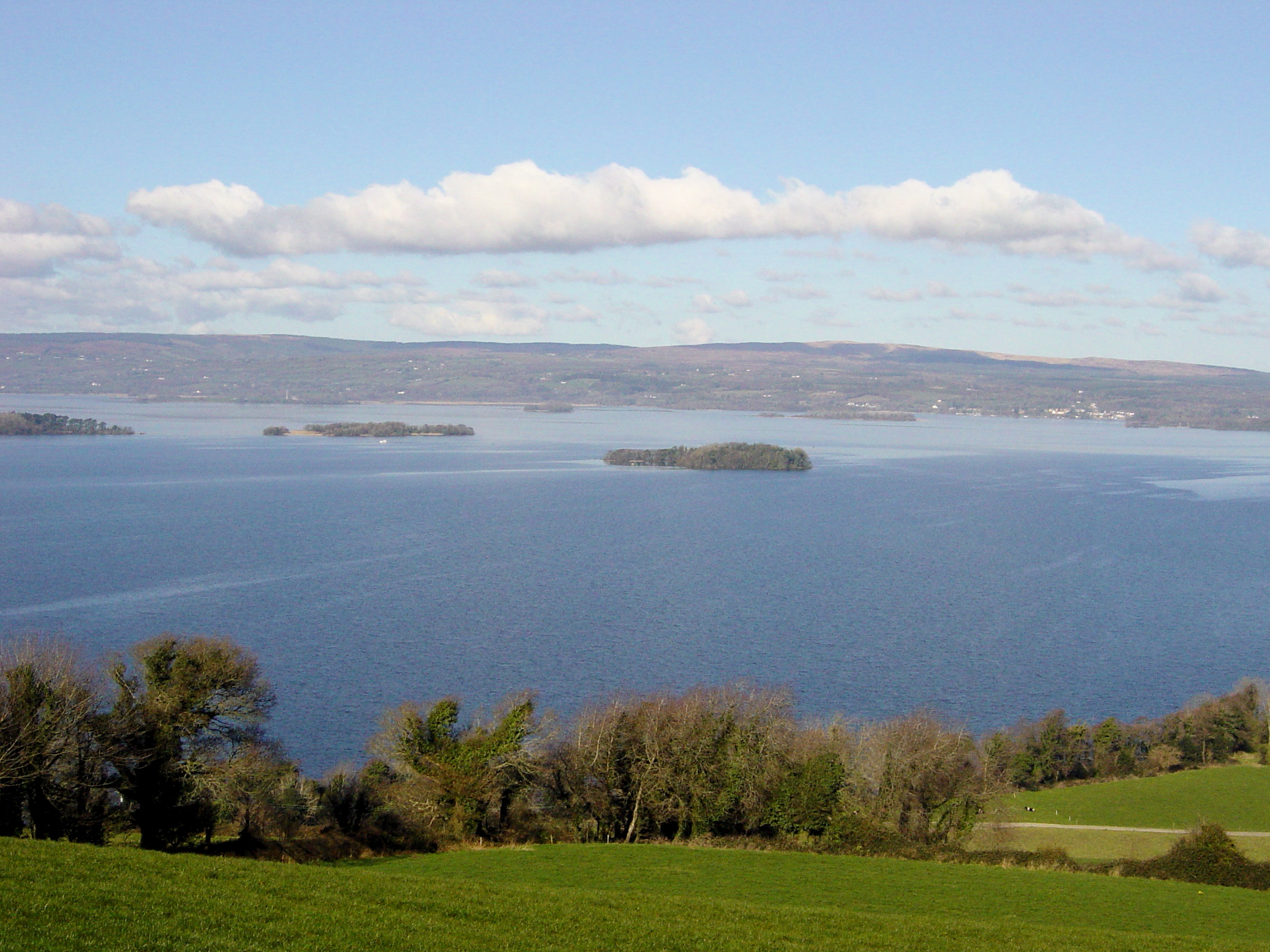
Lough Derg.

El comtat històric de Tipperary fou dividit en 1898 quan es va establir el comtat administratiu de Tipperary (North Riding). Riding Nord va existir com a comtat judicial després de l'establiment de l'assize courts en 1838. El nom del comtat canvià a North Tipperary, i el consell canvià el nom a Consell del comtat de Tipperary Nord, sota la Local Government Act 2001. El consell supervisa el comtat com a àrea de govern local independent. Per l'annex 8 de la mateixa llei, el consell resolgué donar al seu cap i al seu vicecap els títols de "Mayor" i "Deputy Mayor", respectivament. El consell està format per 21 representants escollits directament pel sistema de representació prorporcional mitjançant un sol vot transferible. L'actual consell fou elegit en les eleccions locals de juny de 2009.
Les funcions del consell són dividides en funcions reservades i funcions executives. Les funcions reservades són dutes a terme pels membres del consell i fan referències a qüestions polítiques, incloses el pla de desenvolupament i el pressupost anyal. Les funcions executives són responsabilitat de l'administrador del comtat i inclouen l'administració diària dels serveis.
Sota les provisions de la Local Government Act 1991, (Regional Authorities) (Establishment) Order, 1993, el territori de Tipperary Nord és definit com a part de la Regió Centre-Oest. Aquesta regió és una regió NUTS III de la Unió Europea. Per contrast, el comtat de Tipperary Sud forma part de la Regió Sud-est. Com a regió de nivell NUTS II, ambdós comtats són a la regió Sud i Est.
El comtat forma el gruix de la constituència de Tipperary Nord amb porcions dels comtats de Tipperary Sud i Offaly. La constituència envia 3 diputats al Dáil Éireann. Per a les eleccions al Parlament Europeu, el comtat forma part de la constituència Sud que hi envia eurodiputats.
El consell també reclama el títol de The Premier County, que vol referir-se a la divisió del comtat entre Nord i Sud. Després de la divisió a Tipperary Nord no se li ha assignat escut d'armes propi.